# Signallys
Et signallys betegner et navigationslys. Et signallys som er  beskyttet og robust  kaldes en signallygte eller signallanterne. Signallys anvendes fx på fartøjer (fx skibe, fly og tog) til at indikere et fartøjs eksistens og retning.
Signallys anvendes også som pejlemærker og kaldes så lysfyr. Lysfyr anvendes til at navigere efter.
Liste over signallys:
- Blinklys
- Trafiklys
- Bussignal

## Skibslys
Normalt har et skib følgende signallys:
- et hvidtlysende, fremadlysende (ca. 210 grader).
- et hvidtlysende agtersignallys, bagudlysende (ca. 150 grader).
- et grøntlysende sidesignallys (højre eller styrbord side) lysende fra ret fremad og til ca. 30 grader bagud.
- et rødtlysende sidesignallys (venstre eller bagbord side) lysende fra ret fremad og til ca. 30 grader bagud.

Derudover bruges signallys ved ankring og når skibet udfører specielle arbejder eller fører specielle former for last.